# Epimedium fargesii
Epimedium fargesii är en berberisväxtart som beskrevs av Adrien René Franchet. Epimedium fargesii ingår i släktet sockblommor, och familjen berberisväxter. Inga underarter finns listade i Catalogue of Life.